# Claudia Folkers
Claudia Folkers (* 6. Mai 1960 in Hamburg) ist eine deutsche Politikerin (CDU) und ehemaliges Mitglied der Hamburgischen Bürgerschaft.

## Leben
Nach dem 1981 in Hamburg abgelegten Abitur studierte Folkers an der Universität Hamburg bis 1989 Soziologie, mit Volkswirtschaftslehre, Psychologie und Politologie als Nebenfächern. Es folgten eine Familienpause und berufliche Tätigkeiten in den Bereichen Touristik und Veranstaltungswesen.
Claudia Folkers ist evangelisch, verheiratet und hat zwei Kinder.

## Politik
Folkers ist Mitglied im Ortsvorstand der CDU Hamburg-Rahlstedt, im Kreisvorstand der CDU Hamburg-Wandsbek und Delegierte im Landesausschuss der CDU Hamburg.
Sie war von 2005 bis 2008 für die CDU Mitglied im Ortsausschuss von Hamburg-Rahlstedt, danach bis 2010 Bezirksabgeordnete der Bezirksversammlung Hamburg-Wandsbek und dort Fachsprecherin der CDU-Fraktion für Soziales und Bildung. Von September 2010 bis Februar 2011 war sie Abgeordnete in der Hamburgischen Bürgerschaft. Sie rückte für den ausgeschiedenen Abgeordneten Rolf Reincke nach, der zum Staatsrat der Finanzbehörde ernannt wurde. Im Parlament war sie Mitglied im Schulausschuss sowie im Stadtentwicklungsausschuss. Seit 2019 gehört sie erneut der Bezirksversammlung Wandsbek an.